# Bernartice (district de Písek)
Pour les articles homonymes, voir Bernartice.
Bernartice (en allemand : Bernarditz) est un bourg (městys) du district de Písek, dans la région de Bohême-du-Sud, en République tchèque. Sa population s'élevait à 1 412 habitants en 2024.

## Géographie
Bernartice se trouve à 18 km au nord-est de Pisek, à 45 km au nord de České Budějovice et à 79 km au sud de Prague.
La commune est limitée par Křižanov, Sepekov et Zběšičky au nord, par Opařany, Rataje et Stádlec à l'est, par Radětice, Brovany, Dražíč et Slabčice au sud, et par Podolí I, Křenovice et Veselíčko à l'ouest.

## Histoire
La première mention écrite du village date de 1248.

## Transports
Par la route, Bernartice se trouve à 10 km de Milevsko, à 20,5 km de Písek, à 51,5 km de Ceské Budejovice et à 109 km de Prague.